# Неборовка
Неборовка (укр. Неборівка) — село на Украине, находится в Пулинском районе Житомирской области.
Код КОАТУУ — 1825483004. Население по переписи 2001 года составляет 123 человека. Почтовый индекс — 12041. Телефонный код — 4131. Занимает площадь 0,86 км².

## Адрес местного совета
12041, Житомирская область, Пулинский р-н, с. Мартыновка, ул. Карла Маркса, 3